# Anochetus katonae
Anochetus katonae é uma espécie de formiga do gênero Anochetus, pertencente à subfamília Ponerinae.